# Karl Reins
Karl Friedrich Wilhelm Reins (* 17. Juni 1868 in Wrexen; † 2. September 1919 ebenda) war ein deutscher Landwirt und Politiker (Waldeckischer Volksbund).
Reins war der Sohn des Landwirtes und Steinhauers Karl Friedrich Reins (1829–1877) und dessen Ehefrau Sophie, geborene Budde (1841–1917). Reins lebte als Landwirt in Wrexen. Er blieb unverheiratet.
1919 war er für den Waldeckischen Volksbund Abgeordneter in der Verfassungsgebenden Waldeck-Pyrmonter Landsvertretung. Nach seinem Tod am 2. September 1919 rückte Wilhelm Schmidt für ihn in den Landtag nach.